# Pater familias
A  pater familias latin nyelvű  kifejezés, és az ókori római jogban a családfőt, a ház urát jelentette, ez általában a legöregebb és legrangosabb férfi volt a római háztartásban. Szó szerinti fordításban: a család apja. Szabályosan ragozott alakja tulajdonképpen „pater familiae” lenne, a „familias” forma archaikus birtokos eset, a kifejezés mint beszédfordulat végül így állandósult.
A családfő hatalmát patria potestasnak hívták (apai hatalom). A tizenkét táblás törvények értelmében a pater familias rendelkezett a vitae necisque potestas hatalmával, azaz a felesége, gyermekei, rabszolgái és életkortól függetlenül minden további családtag esetében élet és halál fölött dönthetett. A cliensek fölött azonban nem volt hatalma, ők szabad emberek voltak. Ha egy rabszolga szabaddá akart válni, akkor a pater familias „le kellett róla vegye kezét” (manumissio). Elképzelhető volt azonban az is, hogy a szolgák szabaddá vásárolták magukat. A törvény szerint a pater familias szava teljhatalmú és végérvényes volt minden esetben. Ha egy gyermek házasságon kívül született, beteg volt, vagy nem tudták ellátni, a pater familiasnak joga volt az utcára kirakni vagy rabszolgának eladni és adott esetben visszavásárolni, de törvény volt ugyanakkor az is, hogy ha a gyermeket háromszor eladták és visszavásárolták, az apa már nem rendelkezett fölötte. Az apának joga volt ezeken felül fiai vagy lányai házasságát engedélyezni vagy megtagadni. Augustus császár egy rendelete ezt később annyiban változtatta meg, hogy az apa nem tagadhatta meg a házasságot minden további indoklás nélkül.
Csak római polgároknak volt lehetőségük a pater familias jogait gyakorolni és minden háztartásban csak egy személynek. A már felnőtt korú fiúgyermekek is az apa joghatalma alá tartoztak, és nem válhattak a ház urává, amíg apjuk élt. Elméletileg bérük és tulajdonuk fölött is a pater familias rendelkezhetett. Azok, akik az apjuk halálakor saját háztartásban éltek, ekkor megszerezték saját háztartásuk fölött a pater familias jogát (sui heredes). Idővel az apa abszolút tekintélye gyengült, és az elméletileg fennálló jogokat már nem gyakorolták.